# David Legates
David Russell Legates (Harrington, ...) è un geografo e climatologo statunitense.
È conosciuto per la sua posizione scettica sui cambiamenti climatici. 

## Biografia
Nato ad Harrington, una piccola città del Delaware, Legates è stato appassionato di meteorologia fin da bambino. Terminati gli studi scolastici si è iscritto all'Università del Delaware, dove ha conseguito il bachelor of arts in matematica e geografia nel 1982, il master in geografia nel 1985 e il Ph.D in climatologia nel 1988.Dopo il dottorato, ha lavorato per nove anni all'Università dell'Oklahoma prima come ricercatore e professore assistente e dal 1994 come professore associato; nel 1997 è passato all'Università statale della Louisiana. Nel 1999 è tornato all'Università del Delaware come professore associato al Dipartimento di Geografia, dove ha insegnato geografia e climatologia; nella stessa università è diventato anche professore aggiunto del Dipartimento di Economia e statistica agraria e professore a contratto nell'ambito del Physical Ocean Science and Engineering Program. Nel 2001 Legates è stato inoltre nominato direttore del Center for Climatic Research dell'Università del Delaware. Nel 2005 è stato nominato climatologo di stato del Delaware, incarico che ha lasciato nel 2011. Sotto l'amministrazione Trump, nel settembre del 2020 Legates è stato nominato vice segretario aggiunto presso la National Oceanic and Atmospheric Administration e successivamente direttore esecutivo del programma di ricerca statunitense sul cambiamento climatico globale. Terminato il mandato del presidente Donald Trump, Legates è tornato all'insegnamento universitario poiché la nuova amministrazione non gli ha rinnovato l'incarico; sulla decisione ha influito la pubblicazione di documenti da parte di Legates senza l'autorizzazione del direttore. Nel gennaio del 2022, Legates si è ritirato dall'insegnamento universitario.
Durante la sua carriera, Legates ha ottenuto dall'American Meteorological Society la qualifica di Consulente meteorologo certificato ed è stato anche Visiting Research Scientist presso il National Climate Data Center. Si è occupato di studi sulle precipitazioni, sull'idrologia delle acque superficiali e sui cambiamenti climatici; ha sviluppato metodi statistici per la correzione della distorsione dei dati dovute al vento e alla temperatura. Legates è autore o coautore di cinque libri e di più di cento articoli scientifici pubblicati su riviste specializzate e atti di convegni.

## Posizione sui cambiamenti climatici
Legates ha assunto una posizione scettica sui cambiamenti climatici ed è stato uno dei firmatari della petizione Oregon, promossa dall'Oregon Institute of Science and Medicine e dallo scienziato Frederick Seitz contro il protocollo di Kyoto. Inoltre è affiliato a diversi centri studi di orientamento conservatore che promuovono la negazione del cambiamento climatico di origine antropica, come l'Istituto George C. Marshall e l'Heartland Institute. 
Legates ha affermato che il clima non è statico: esso è molto variabile per ragioni che includono le attività umane, ma non si limitano a queste. In una testimonianza scritta presentata al Comitato delle risorse ambientali e dell'energia della Pennsylvania, ha dichiarato di non credere che le attività umane siano responsabili per la maggior parte del riscaldamento globale, perché esistono molti altri fattori che causano i cambiamenti climatici. Lo scienziato sostiene che il composto chimico più importante che influenza il clima terrestre è l'acqua: dato che le precipitazioni variano ogni anno, i cambiamenti della disponibilità di acqua influenzano il clima in modo sostanziale. Inoltre, ritiene che il vapore acqueo ha un impatto sul clima superiore all’anidride carbonica. Legates ha anche espresso critiche nei confronti dell'IPCC.
Nel 2007 il governatore del Delaware ha diffidato Legates dall'usare il titolo di climatologo di stato nelle sue campagne contro i cambiamenti climatici, dichiarando che il Delaware si riconosce nella posizione della maggioranza degli scienziati del clima secondo cui l'aumento del riscaldamento globale è causato principalmente dalle emissioni di gas serra dovute alle attività umane.
Legates è considerato uno dei pochi scienziati negazionisti dei cambiamenti climatici con una competenza specifica nel settore della climatologia, tuttavia le sue posizioni sono state fortemente criticate da altri studiosi del clima. In occasione della nomina di Legates al NOOA nel 2020, il climatologo Michael E. Mann ha dichiarato che Legates "ha travisato la scienza del cambiamento climatico fungendo da difensore degli interessi degli inquinatori, mentre minimizza gli impatti dei cambiamenti climatici".

## Libri pubblicati
- David R. Legates, Interpolation of point values from isarithms, University of Delaware Center for Climatic Research, Dept. of Geography, Elmer, N.J., Newark, Delaware, 1984
- David R. Legates, Tracy L. DeLiberty, Precipitation in the southern Great Plains: observations and model simulations of present-day and doubled atmospheric CO₂ concentrations, U.S. Dept. of the Interior, Bureau of Reclamation, Denver Office, 1996
- David R. Legates, Matthew D. Biddle, Warning response and risk behavior in the Oak Grove-Birmingham, Alabama, tornado of 8 April 1998, Natural Hazards Center, Boulder, Colorado, 1999
- Roger Bezdek, Craig D. Idso, David R. Legates, S. Fred Singer, Climate Change Reconsidered II, The Heartland Institute, 2019
- David R. Legates, Anthony R. Lupo, S. Fred Singer, Hot Talk, Cold Science, Independent Institute, Chicago, 2021